# Psechrus kinabalu
Psechrus kinabalu är en spindelart som beskrevs av Levi 1982. Psechrus kinabalu ingår i släktet Psechrus och familjen Psechridae. Inga underarter finns listade i Catalogue of Life.